# Дез (река)
Дез (устар. — Диз (перс. دز‎, современное произношение: Дэз; а до 1920-х гг. — Диз) — река, протекающая на западе Ирана. Река охватывает территории провинций Лурестан и Хузестан, берёт своё начало в горах Загрос, впадает в Карун. Длина реки — 515 км. Минимальный расход воды — 140 м³/с, максимальный — 4337 м³/с.

## Происхождение названия
Считается, что название «Дез» происходит от слова «замок, крепость». Эламиты и ассирийцы именовали Дез как Идиде, греки называли его Копратом (греч. Κοπράτης).
Отождествляется некоторыми учёными с библейской рекой Улай (Дан. 8:2, 16) (др.-греч. Εὔλαιος, лат. Eulaeus).

## Притоки
Руд-е-Марборе, Тенге-Холевен, Бахтияри, Аб-е-Рудбар, Бала-Руд.

## Гидрология и экология
Река Диз образуется из слияния двух рукавов, Сезар и Бахтияри, впадает в крупнейшую реку Ирана Карун, которая течёт на юго-западе страны.
Районы, примыкающие к реке Диз, относятся к заповедной охраняемой зоне. Реку обрамляют тропические и субтропические леса на берегах. Район Диз, названный по этой реки, делится на две зоны: на заповедник и на резервацию дикой природы. Общая площадь охраняемой территории составляет 16 тысяч гектаров.

## Плотина «Дез»
В 1963 году в Иране была открыта самая крупная плотина в стране под названием Дез. Плотина располагается на реке Дез, в 25 километрах от города Дизфуль в Хузестане. Ёмкость водохранилища составляет 3350 млн м³.
Высота плотины — 203 метра, она считается самой высокой на территории Ближнего Востока, по мировым показателям она занимает 6-е место.
Строительство плотины вела итальянская фирма Salini Impregilo (ныне Webuild). Эта компания строила плотины ГЭС Кариба на реке Замбези (126 м), в Пакистане на реке Инд (143 м), в Гане на реке Вольта. На реке Дез располагается старейшая в регионе гидроэлектростанция.
До Исламской революции 1979 года в Иране большинство орошаемых земель около плотины были в ведении иностранных корпораций, в том числе Mitsui, Chase Manhattan, Shell, John Deere и Transworld.